# Eulophia biloba
Eulophia biloba är en orkidéart som beskrevs av Rudolf Schlechter. Eulophia biloba ingår i släktet Eulophia och familjen orkidéer. Inga underarter finns listade i Catalogue of Life.